# Protist carnívor

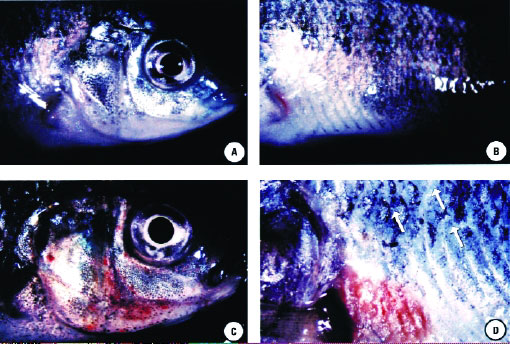
Pfiesteriosi aguda en tilapia: dalt = peix no afectat; a sota = peix atacat per l'alga carnívora Pfiesteria shumwayae

Els dinoflagel·lats depredadors són protists alveolats heteròtrofs o mixòtrofs en els quals part o la majoria dels seus nutrients provenen de digerir altres organismes. Al voltant de la meitat dels dinoflagel·lats no tenen pigments fotosintètics is'especialitzen en consumir altres cèl·lules eucariotes.
Entre aquest organismes hi ha Oxyrrhis marina, el qual s'alimenta fagocitant fitoplàncton, Polykrikos kofoidii, que s'alimenta de dinoflagel·lats, Ceratium furca, el qual és principalment fotosintètic però també és capaç d'ingerir altres protists com els ciliats, Cochlodinium polykrikoides, que s'alimenta de fitoplàncton, Gambierdiscus toxicus, que s'alimenta d'algues i produeix una toxina que causa que el peix afectat sigui verinós quan és consumit pels humans, i Pfiesteria i espècies emparentades com Luciella masanensis, el qual s'alimenta de diverses preses incloent la pell dels peixos i les cèl·lules sanguínies de la sang. Els dinoflagel·lat depredadors poden matar les seves preses alliberant toxines o fagocitant dírectament petites preses.